# Meurtre des frères et sœurs Krim
Lucia et Leo Krim, âgés respectivement de 6 et 2 ans, ont été assassinés en fin d'après-midi du 25 octobre 2012 dans le complexe immobilier « La Rochelle », situé dans le quartier de l'Upper West Side de Manhattan, à New York. La nounou à temps partiel des enfants, Yoselyn Ortega, a été reconnue coupable d'avoir poignardé les enfants à mort avec des couteaux de cuisine pendant que leur mère, Marina Krim, assistait à une leçon de natation à quelques pâtés de maisons avec leur sœur Nessie, alors âgée de 3 ans. De retour à la maison, leur mère et leur sœur ont trouvé Lucia et Leo morts dans une baignoire de l'appartement familial. Ortega a alors commencé à se poignarder à plusieurs reprises dans le cou et la gorge. Elle a survécu aux multiples blessures qu'elle s'est infligées. 
Le 22 février 2018, douze jurés ont été choisis pour le procès d'Ortega et les déclarations liminaires ont commencé le 1er mars devant la Cour suprême de Manhattan. Le 18 avril 2018, Ortega a été reconnue coupable de meurtre au premier degré et de meurtre au deuxième degré. Elle a été condamnée le 14 mai à la prison à perpétuité sans possibilités de libération conditionnelle.

## Contexte
Les deux enfants vivent avec leurs parents, Marina et Kevin Krim, à New York au moment des faits. Lucia est aussi connue sous le surnom de Lulu . La famille est arrivée de San Francisco en 2010. Kevin Krim est un producteur de contenu digital pour la chaîne de télévision CNBC. Marina Krim, précédemment institutrice en maternelle, est une mère au foyer qui donne des cours d'arts plastiques et chronique notamment la vie de ses enfants dans des blogs web,,,,,.

## La découverte des corps
Le 25 octobre 2012, aux environs de 17h35, Marina Krim retourne chez elle en compagnie de Nessie, sa fille de 3 ans,  après une leçon de natation depuis un centre associatif situé au croisement entre la 75e rue et Colombus avenue,.
La mère de 36 ans retourne chez elle plus tôt que prévu car leur nounou, Yoselyn Ortega, n'est pas venue au cours de danse de Lulu où les deux femmes avaient prévu de se rejoindre. Elle entre dans un appartement sombre et silencieux, qui semble vide. Après être retournée dans le hall de l'immeuble pour se renseigner auprès du concierge, qui l'informe avoir vu Ortega et les enfants remonter peu de temps avant, elle retourne dans l’appartement familial. Dans la salle de bain, elle trouve alors les corps sans vie de son fils de deux ans Léo et de sa fille de six ans Lucia. Ils sont habillés et présentent de multiples plaies par arme blanche. Les corps sont dans la baignoire qui est remplie de sang.
La nounou Yoselyn Ortega, dite Josie et travaillant pour la famille depuis deux ans, est sur le sol à côté de la baignoire. Lorsqu'elle voit que Marina Krim découvre la scène, elle commence à se couper les poignets et se poignarde violemment la gorge avec un couteau de cuisine.
Sont également témoins de la scène le gestionnaire de l'immeuble et son fils de dix ans. Les corps des deux enfants sont emportés depuis l'immeuble sur une unique civière. Kévin Krim, 37 ans au moment des faits, en est informé par un officier de police lorsqu'il atterrit dans la nuit à l'aéroport John F. Kennedy de retour de voyage d'affaires.
Ortega a expliqué aux enquêteurs que Lucia, qui présente des blessures défensives, s'est défendue lorsqu'elle a été attaquée. Léo était quant à lui endormi au moment de l'attaque.

## L'accusée
Ortega possède la nationalité américaine depuis 10 ans au moment des faits. Elle est originaire de Santiago de los Caballeros, situé en République dominicaine, et est âgée de 50 ans. Elle vit sur Riverside Drive, dans le quartier de Hamilton Heights situé à Harlem, au nord de Manhattan, avec son fils de 17 ans prénommé Jesus, sa sœur et sa nièce. 
Lors de ses interrogatoires avec le New York City Police Department (NYPD), Ortega, payée 18 dollars de l'heure, a déclaré être en colère contre Marina Krim lorsque cette dernière lui a proposé de faire du ménage contre sa demande d'obtenir plus d'heures de babysitting à la suite de problèmes d'argent. 
Cependant, la famille et les connaissances des Krim, ainsi que la propre famille d'Ortega, ont déclaré qu'elle était très proche des enfants et bien traitée par ses employeurs. Les Krim lui ont payé des billets d'avion pour qu'elle puisse retourner voir sa famille en République dominicaine, et à une occasion, l'ont même accompagnée en vacances là-bas.
Ortega a survécu aux blessures qu'elle s'est infligée et a ensuite été déclarée mentalement apte à être jugée par les psychiatres de l'État de New-York. Elle a été emprisonnée dans un hôpital psychiatrique sans caution pendant la préparation de son procès.

## Le procès
En novembre 2012, Ortega est inculpée pour deux chefs d'accusation de meurtre au premier degré . Au cours des cinq années précédant le procès, Ortega a comparu environ 90 fois devant le tribunal. En avril 2016, le juge Gregory Carro offre un accord à l'accusée, lui proposant d'éviter un procès (qui la mènera vers un emprisonnement à perpétuité) avec une condamnation à 30 ans de prison, la sanction minimum pour un double meurtre, en échange de plaider coupable. Ortega rejette cette offre. 
Le 22 février 2018, 12 juges sont choisis pour le procès d'Ortega sous la présidence du juge Carro. Les déclarations liminaires ont lieu le 1er mars pour un procès qui est supposé durer quatre mois et sera finalement conclu au bout de deux mois. L'accusation plaide pour un emprisonnement à perpétuité. Ortega plaide non coupable et choisit « une défense basée sur des problèmes psychiatriques »,. Ses avocats ont défendu le fait qu'Ortega souffrait de maladie mentale et ne pouvait être tenue comme responsable de ses actes, tandis que les procureurs ont soutenu qu'elle était saine d'esprit et responsable pénalement.
Ortega a été déclarée coupable de meurtres au premier et au second degré le 18 avril 2018. Le 14 mai, elle a été condamnée à la prison à perpétuité sans libération conditionnelle. Lors de son jugement, Gregory Carro a déclaré qu'Ortega était « le mal incarné », accusant la nourrice et sa famille de ne pas avoir cherché à soigner sa dépression et son anxiété et d'avoir caché sa maladie à ses employeurs,,.

## Conséquences de l'affaire
À la suite des meurtres de leurs enfants, les parents Krim ont créé le fonds « Lulu & Leo », une organisation à but non lucratif qui développe des programmes éducatifs pour les enfants défavorisés, sous le nom d'un événement qui s'intitule « Choose Creativity ». La famille Krim poste également des photos et souvenirs de leurs enfants sur la page Facebook de l'association, organisant des levées de fonds avec les photos des dessins réalisés par leurs enfants. En 2014, le fond a rendu service à 2 300 enfants. 
Depuis le meurtre de leurs enfants, les Krim ont eu deux nouveaux enfants, Felix et Linus, qui apparaissent dans les vidéos de l'association.
Cette affaire a également donné lieu à une nouvelle loi votée par l'assemblée de l'État de New York et le sénat de l'État de New York en juin 2018 et qui s'intitule « Loi Lulu & Leo ». Le gouverneur de l'état Andrew Cuomo l'a signée en août 2018. C'est la première loi de ce type qui est votée dans le pays, qualifiant de crime le fait de mentir en connaissance de cause sur ses qualifications en tant que personne prenant soin d'enfants.
Kevin Krim a déclaré à cette occasion : « Nous avons engagé la femme qui a tué nos enfants sur la base d'un tissu de mensonges délibérés. Grâce au soutien du gouverneur Cuomo et au travail de lobbying de M.Otis et du sénateur Lanza, il y a maintenant un réel effet dissuasif sur ce genre de tromperie » .

## Dans la culture
Cette affaire a inspiré la rédaction d'un livre paru en 2016 par Leïla Slimani qui s'intitule Chanson Douce. Il a été l’objet d'une adaptation cinématographique du même nom en 2019. Le livre a également été publié au Royaume-Uni sous le nom de Lullaby et aux États-unis sous le nom de The Perfect Nanny.